# 743
| Calendário gregoriano                                                        | 743 DCCXLIII                    |
| Ab urbe condita                                                              | 1496                            |
| Calendário arménio                                                           | 192 – 193                       |
| Calendário bahá'í                                                            | -1101 – -1100                   |
| Calendário budista                                                           | 1287                            |
| Calendário chinês                                                            | 3439 – 3440                     |
| Calendário copta                                                             | 459 – 460                       |
| Calendário etíope                                                            | 735 – 736                       |
| Calendários hindus - Vikram Samvat - Calendário nacional indiano - Cáli Iuga | 798 – 799 664 – 665 3843 – 3844 |
| Calendário Holoceno                                                          | 10743                           |
| Calendário islâmico                                                          | 125 – 126                       |
| Calendário judaico                                                           | 4503 – 4504                     |
| Calendário persa                                                             | 121 – 122                       |
| Calendário rúnico                                                            | 993                             |
| Calendário solar tailandês                                                   | 1286                            |

743 (DCCXLIII na numeração romana) foi um ano comum do século VIII do Calendário Juliano, da Era de Cristo, a sua letra dominical foi F (52 semanas), teve início a uma terça-feira e terminou também a uma terça-feira.
| Ano completo                       |
| ---------------------------------- |
| Ano comum com início à terça-feira |